# Spermacoce paraensis
Spermacoce paraensis är en måreväxtart som först beskrevs av Nélida María Bacigalupo och Elsa Leonor Cabral, och fick sitt nu gällande namn av Piero G. Delprete. Spermacoce paraensis ingår i släktet Spermacoce och familjen måreväxter. Inga underarter finns listade i Catalogue of Life.